# Ö3 오스트리아 탑 40
Ö3 오스트리아 탑 40(Ö3 Austria Top 40)은 오스트리아의 공식 차트이다. 이 차트를 발표하는 매주 금요일에 Hitradio Ö3에서 방송되는 라디오 프로그램의 제목이기도 하다. 라디오 프로그램에서는 오스트리아의 단일 벨소리 다운로드에 대한 차트가 발표된다. 주간 톱은 Musikmarkt와 Go TV에서도 발표된다.